# Контррозвідка
Контррозвідка (нім. Spionageabwehr)  — уповноважені державні органи (підрозділи спецслужб), що здійснюють агентурно-оперативну, розшукову, режимну, оперативно-технічну та іншу роботу із попередження, виявлення і запобігання зовнішнім та внутрішнім загрозам безпеці конкретної держави.

## Мета
Контррозвідка (КР) відноситься до діяльності розвідувальних організацій по запобіганню успішного дізнання та збору розвідінформації для керівництва держав ворожими чи закордонними розвідувальними організаціями.

## Функції
Національні розвідувальні програми, і, як наслідок, загальна обороноздатність країни, є вразливими для атак. І роль контррозвідки полягає в захисті розвідувального процесу. Однією з проблем КР, є широкий діапазон потенційних загроз, повна оцінка якого є складним завданням.

## В Україні
В Україні, згідно чинного законодавства, контррозвідувальну діяльність здійснюють:
- Департамент контррозвідки Служби безпеки України
- Департамент контррозвідувального захисту інтересів держави у сфері інформаційної безпеки СБУ
- Головне управління контррозвідувального захисту інтересів держави у сфері економічної безпеки СБУ